# Stefanus I van Hongarije
Stefanus I de Heilige (Hongaars: Szent István) (Esztergom, ca. 975, – aldaar, 15 augustus 1038) werd in 1000 de eerste koning van Hongarije. Hij wordt sinds 1083 als heilige vereerd.

## Levensbeschrijving

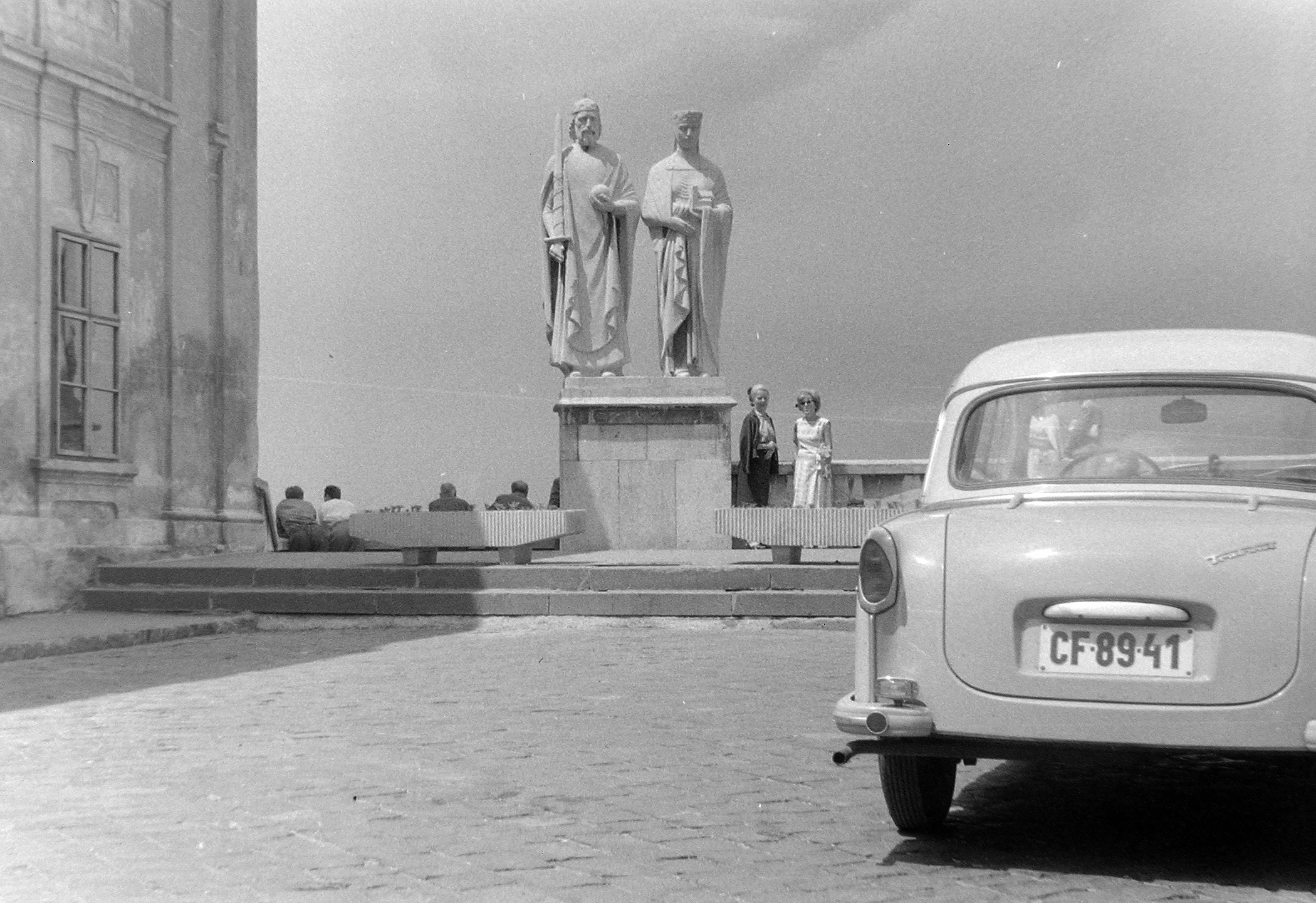
Standbeeld van Srefan I en Gizella

Stefanus werd geboren als kind van stamhoofd Géza en Sarolta met de heidense naam Vajk (held). In 985 lieten hij en zijn vader zich dopen door de heilige Adalbert van Praag. Zijn doopnaam werd Stefanus, naar de vroeg-christelijke heilige Stefanus. Stefanus I liet zich als christen bijstaan door de heiligen Astricus (Asztrik) en Gerard Sagredo (Sagredo Gellért), die ook les gaf aan zijn kinderen. 
Stefanus trouwde in 995 met Gisela van Beieren (Bajor Gizella), de dochter van hertog Hendrik II van Beieren. Ze kregen vele kinderen, van wie Emmerik (Imre), Otto, Bernard, Agatha en Hedwig de bekendsten zijn. Stefanus' dochter Agatha was mogelijk de moeder van Edgar Ætheling van Engeland en Margaretha van Schotland (Skóciai Szent Margit), echtgenote van koning Malcolm III van Schotland en vanaf 1673 beschermheilige van Schotland.
Na het verslaan van de heidense edelen, onder wie zijn oom Koppány, wist Stefanus in 997 alle Magyaarse clans onder zijn leiding te verenigen. Volgens de legende zond paus Silvester II hem in januari 1001 een met juwelen bezette gouden Stefanskroon, een apostolisch kruis en een zegenbrief om aan te geven dat hij hem erkende als christelijk koning. Tot in de 20e eeuw voerden de heersers van Hongarije hierom de titel apostolisch koning. De kroon werd later naar Stefanus genoemd, ook al is het niet zeker of die kroon hem inderdaad toebehoord heeft. Er zijn wel aanwijzingen dat hij toebehoorde aan Stefans zoon Emmerik (Imre).

## Buitenlandse politiek
Stefanus had goede relaties met het Heilige Roomse Rijk, want hij was getrouwd met de zus van keizer Hendrik II de Heilige. De relaties met Hendriks opvolger keizer Koenraad II zouden minder hartelijk zijn.
Ook met het Byzantijnse Rijk had hij goede betrekkingen: zijn zuster was namelijk getrouwd met de doge van Venetië, een vazal van Byzantium. Hij hielp actief mee aan de val van het Eerste Bulgaarse Rijk.

## Nalatenschap
Stefanus wordt gezien als de grondlegger van het christelijke Hongarije. Hij verdeelde het land in 50 comitaten (graafschappen) en beval elk dorp een kerk te bouwen en een priester aan te stellen. Ook schonk hij veel geld en goederen aan de Kerk en stichtte hij verschillende kloosters en kerken, onder andere de benedictijnerabdij van Pécsvárad. Door middel van verschillende wetten probeerde hij heidense gebruiken terug te dringen en zo de positie van het christendom te verstevigen. Zo schafte hij het runenschrift af en voerde het Latijns alfabet in.
Op 20 augustus 1083 werd Stefanus samen met zijn zoon Emmerik heilig verklaard. Deze dag werd later de Nationale Feestdag van Hongarije. In Boedapest wordt het belangrijkste relikwie van Sint-Stefanus bewaard: zijn gemummificeerde rechterhand (Szent Jobb). Dit reliek berust na diverse omzwervingen thans in een neogotische reliekschrijn in de Sint-Stefanusbasiliek. 
In 1764 stichtte koningin Maria Theresia de Orde van de Heilige Stefanus, tot 1918 de nationale orde van het Koninkrijk Hongarije.

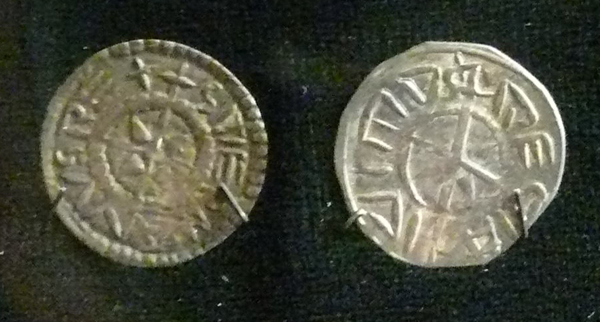
Denarius van Stefanus I
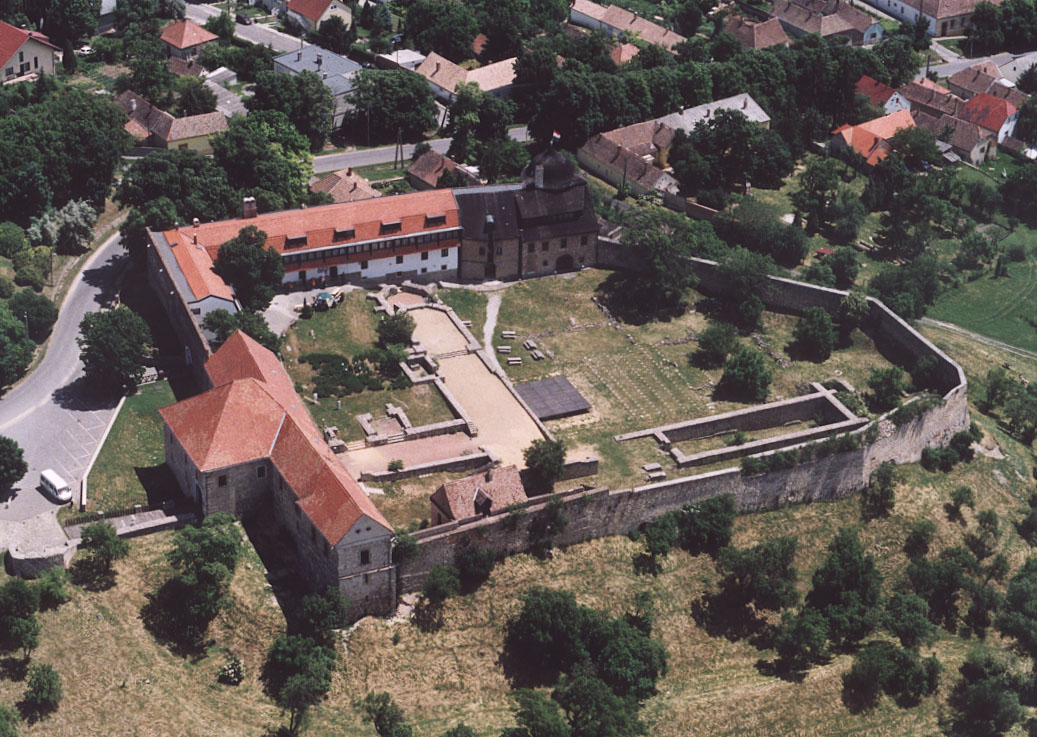
Abdij van Pécsvárad
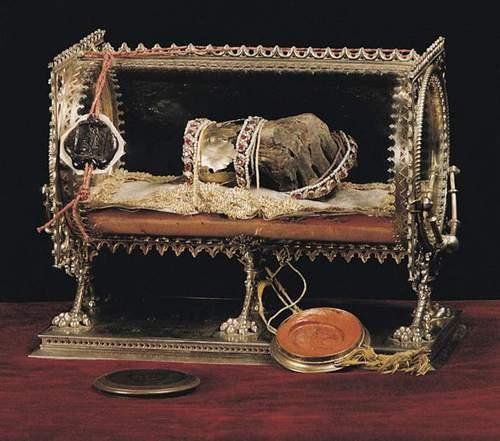
Relikwie rechterhand
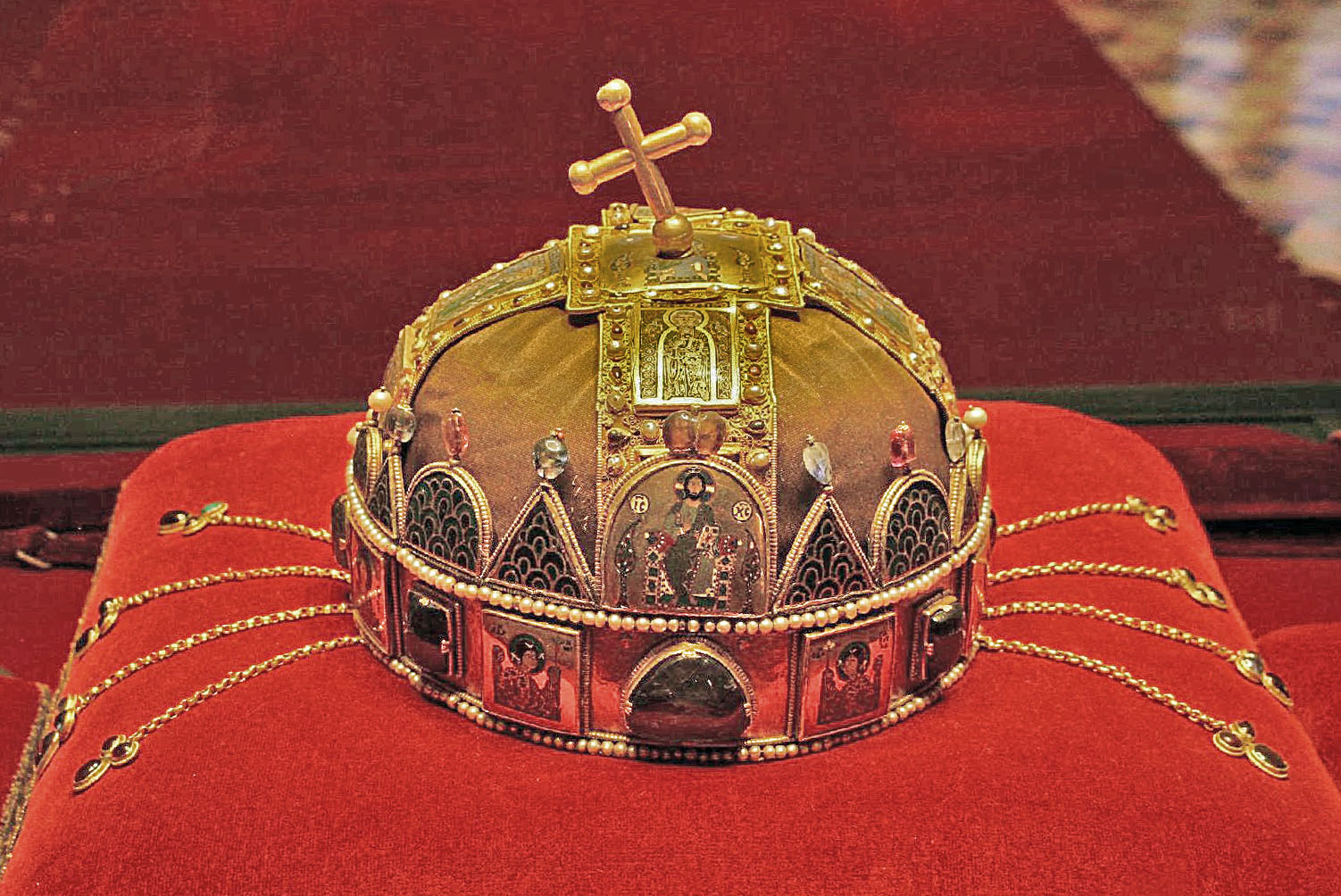
Stefanuskroon